# Jüdischer Friedhof Frauenkirchen

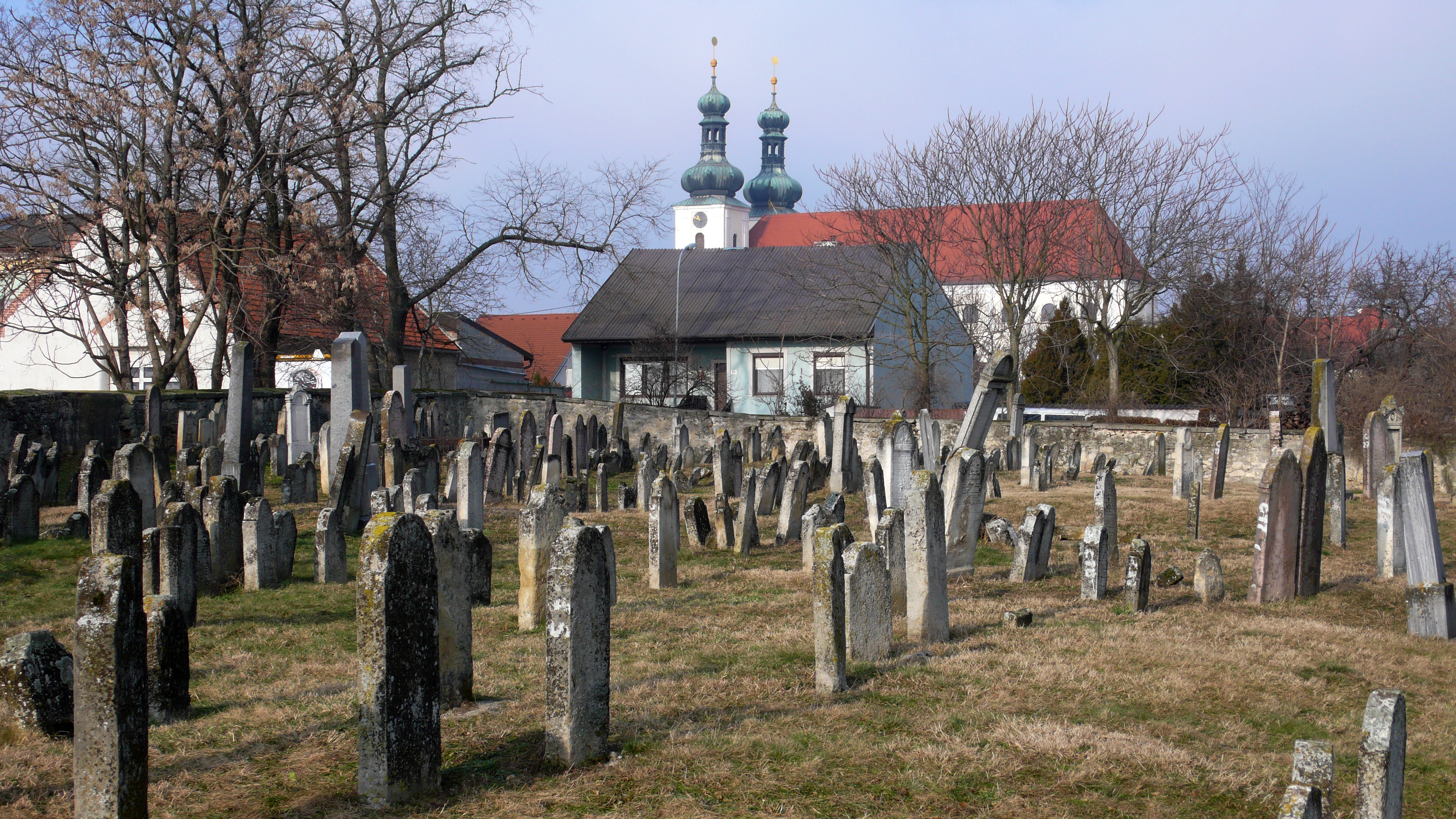
Jüdischer Friedhof in Frauenkirchen

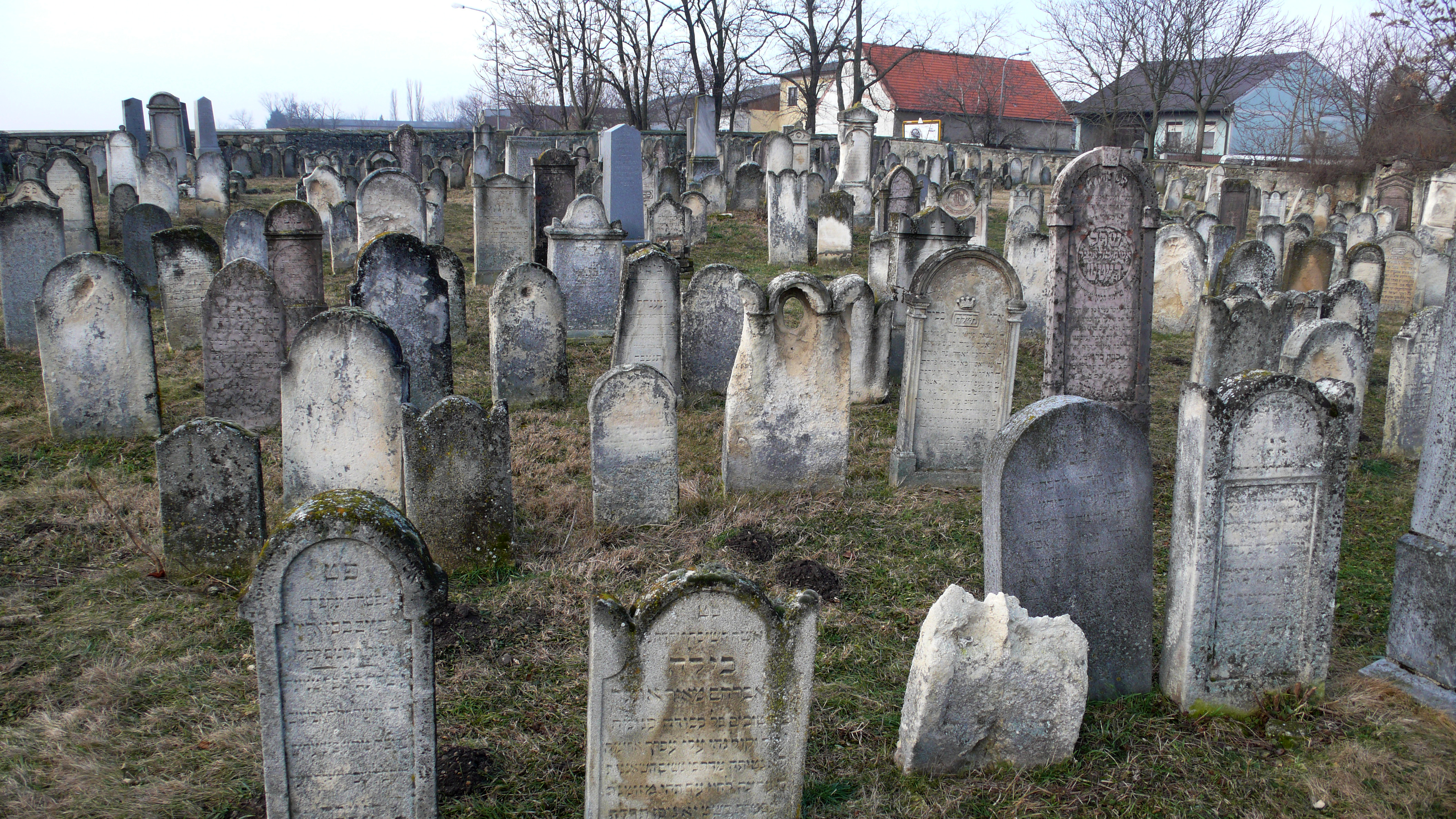
Grabsteinbereich

Der Jüdische Friedhof Frauenkirchen befindet sich an der St.-Andräer-Straße am südlichen Ortsrand der Stadtgemeinde Frauenkirchen im Bezirk Neusiedl am See im Burgenland. Der Jüdische Friedhof steht unter Denkmalschutz.

## Geschichte
1678 erlaubte Graf Paul I. Esterhazy die Ansiedlung von Juden in Frauenkirchen. Der Ort gehörte zu den jüdischen Siebengemeinden im Burgenland.
1876 erreichte die Israelitische Kultusgemeinde von Frauenkirchen mit 864 Juden ihren Höhepunkt; 1934 zählte sie noch 368 Mitglieder. Im Zuge des Anschlusses an NS-Deutschland kam es zur Vertreibung und Ermordung der jüdischen Bevölkerung. Die Synagoge Frauenkirchen wurde 1939 von den Nationalsozialisten zerstört.
Der Friedhof beherbergt auf einer Fläche von 2.900 m² 1.320 Gräber. Im Jahr 1994 wurde der Friedhof vom Verein Schalom wieder instand gesetzt. Auch ein neues Tor wurde errichtet. In renoviertem Zustand wurde der Friedhof der Gemeinde zur weiteren Pflege übergeben.